# Diecezja Ebolowa
Diecezja  Ebolowa – diecezja rzymskokatolicka w Kamerunie. Powstała w 1991 jako diecezja  Ebolowa–Kribi. W 2008 nastąpił podział na diecezję Ebolowa i diecezję Kribi.

## Biskupi diecezjalni
- bp Jean-Baptiste Ama (1991 – 2002)
- bp Jean Mbarga (2004 – 2014)
- bp Philippe Alain Mbarga (od 2016)